# 이라크의 로마 가톨릭 교구 목록
이라크의 가톨릭 교구는 칼데아 전례 총대주교구와 대교구 5개와 교구 4개  로마 가톨릭교회 대교구 1개, 아메리칸 전례 대교구 1개, 시리아 전례 대교구 1개와 총대주교 직속구 1개, 그리스-멜키드전례 총대주교 관리구 1개가 있다.

## 칼데아전례 가톨릭 교구
- 바빌로니아 총대주교구(Patriarchal See of Babilonia)

### 바그다드 관구(Province of Baghdad)
- 바그다드 관구장좌 대교구(Archdiocese of  Baghdad)
  - 알쿠오시 교구(Diocese of Alquoch)
  - 아마디아 교구(Diocese of  Amadia)
  - 아크라 교구(Diocese of  Aqrā)
  - 술라이마니야 교구(Diocese of Sulaimaniya)

### 키르쿡 관구(Province of Kerkūk)
- 키르쿡 대교구(Archdiocese of  Kerkūk)

### 독립 교구
- 아르빌 대교구( Archdiocese of Arbil)
- 바수라 대교구(Archdiocese of  Bassorah)
- 모술 대교구(Archdiocese of  Mossul)

## 기타전례 가톨릭 교구

### 라틴전례 로마 가톨릭 교구
- 바그다드 대교구(Archdiocese of  Baghdad)

### 아르메니안 전례 가톨릭 교구
- 바그다드 대교구(Archdiocese of  Baghdad)

### 시리안전례 가톨릭 교구
- 모술 대교구(Archdiocese of  Mossul)
- 총대주교 직속 바스라와 쿠웨이트 관리구(Patriarchal Exarchate of   Bassorah and Kuwait)

### 그리스-멜키드전례 가톨릭 교구
- 총대주교 직속 이라크 관리구(Patriarchal Exarchate of Iraq)